# Carson Mansion

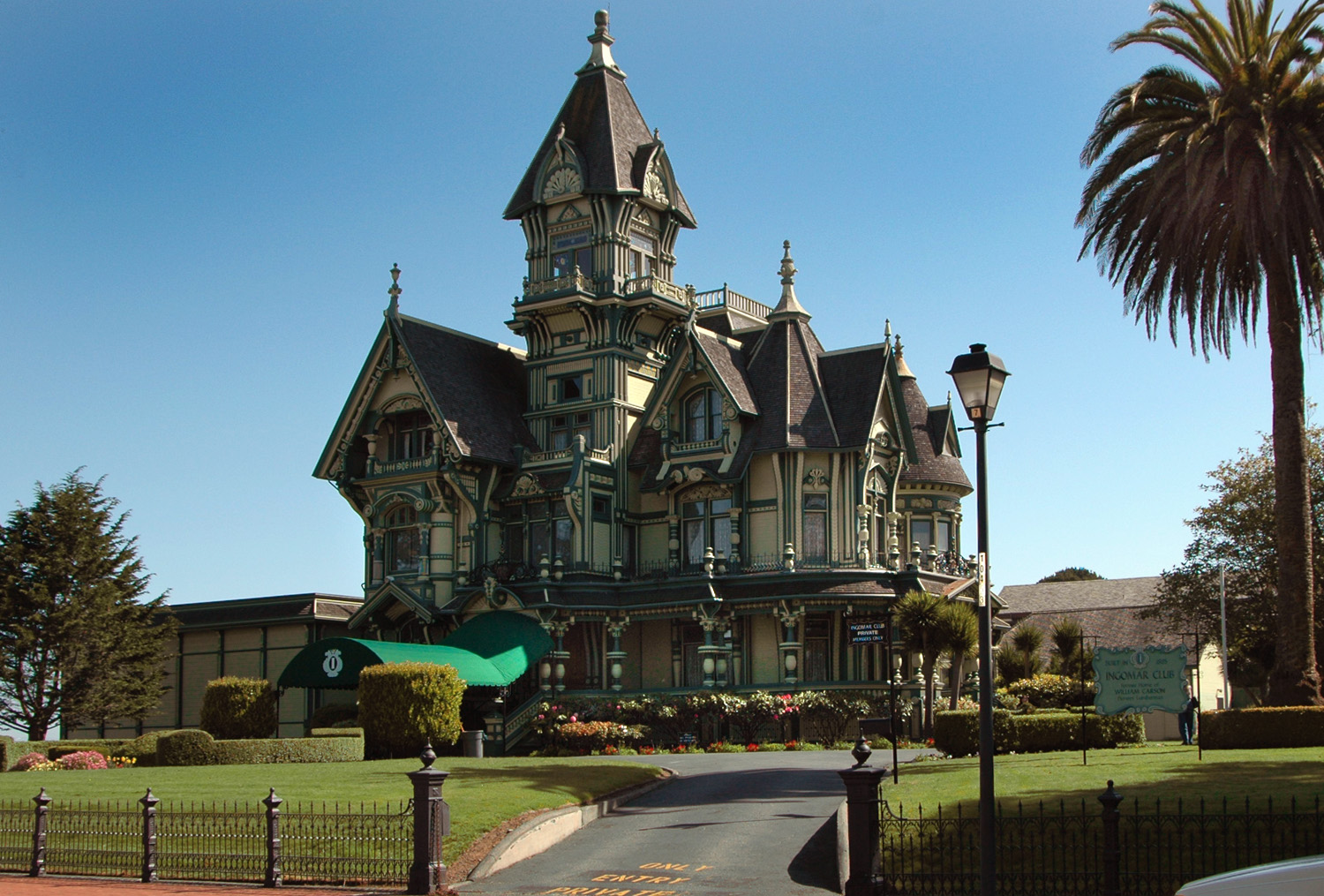
Carson Mansion um exemplo rarefeito e requintado da Gilded Age nos Estados Unidos.

A Carson Mansion é um grande palacete vitoriano localizado no nº 143 da M Street, em Old Town, Eureka, Califórnia, Estados Unidos. Considerada uma das mais altas execuções do estilo arquitectónico Rainha Ana, o edifício é o mais reconhecível marco na Costa Norte da Califórnia. É uma das mais fotografadas casas vitorianas, e também uma das quais mais se escreveu, na Califórnia, e talvez nos Estados Unidos. Acolhe o Ingomar Club desde 1950.

## William Carson
William Carson (15 de Julho de 1825 – 20 de Fevereiro de 1912), para quem o palacete foi construído, chegou a São Francisco, vindo de Nova Brunswick, Canadá, em 1849. A sua primeira tentativa de obter segurança financeira, na corrida menor ao ouro na região das Montanhas Trinity, falhou. Durante um dos invernos entre incursões de mineração, Carson carregou toros do lamaçal Freshwater para o Pioneer Mill, nas margens da Humboldt Bay. O próprio Carson afirmou ter sido o primeiro a derrubar uma árvore para fins comerciais na Humboldt Bay. Em 1853, vendia carregamentos de madeira Redwood destinados a São Francisco. Em 1863, Carson formou a Dolbeer and Carson Lumber Company, em sociedade com John Dolbeer, o qual iria inventar o engenho Steam Donkey, em 1881, e revolucionar a indústria madeireira. Em 1884, nas vésperas da construção do grande palacete, a bem sucedida operação estava a produzir 15.000.000 de pés cúbicos de madeira anualmente. As operações de serração combinadas com investimentos adicionais com locais tão afastados como o Sul da Califórnia e posse, pelo menos parcial, de escunas usadas para levar a madeira serrada para mercados em expansão na costa oeste e por todo o globo, definiu o cenário para o orçamento ilimitado e acesso a recursos que os construtores da Carson Mansion teriam. As operções de serração no sítio origonal na Humboldt Bay, abaixo do palacete, continuaram até à década de 1970, mas com proprietários diferentes durante mais de de vinte anos após a neta de Carson ter alienado o resto das explorações da família (incluindo o palacete) e deixado a região em 1950.

## Newsom Brothers, arquitectos-construtores
Samuel e Joseph Cather Newsom, de São Francisco, primeiros arquitectos-construtores do século XIX (como foram chamados na época), foram contratados por Carson, em 1883, para criar o palacete. Aqueles dois irmãos produziram muitos estilos e tipos de edifícios, de casas a igrejas e edifícios públicos, ao longo das suas carreiras desenvolvidas em várias décadas. Entre as suas muitas realizações encontram-se a Câmara Muinicipal de Oakland (1869) e o Tribunal do Condado de Alameda (1875). A Ópera de Napa Valley (1879), completamente restaurada e reaberta em 2003, e o San Dimas Hotel, um hotel restaurado de 15.000 pés quadrados em San Dimas, são excelentes exemplos restantes do seu trabalho detalhado como arquitectos-construtores do século XIX.
A Carson Mansion foi edificada entre 1884 e 1886. A fundação foi feita em betão, enquanto o exterior apresenta madeira Redwood. O edifício cobre uma área de 1.510 m² (16,200 pés quadrados) distribuidos por 3 pisos (excluindo a cave) e torre, com um total de 18 salas. O seu custo terá ascendido a 80.000 dólares. A supervisão da construção ficou a cargo do engenheiro W.H. Mills.

## Estilo arquitectónico

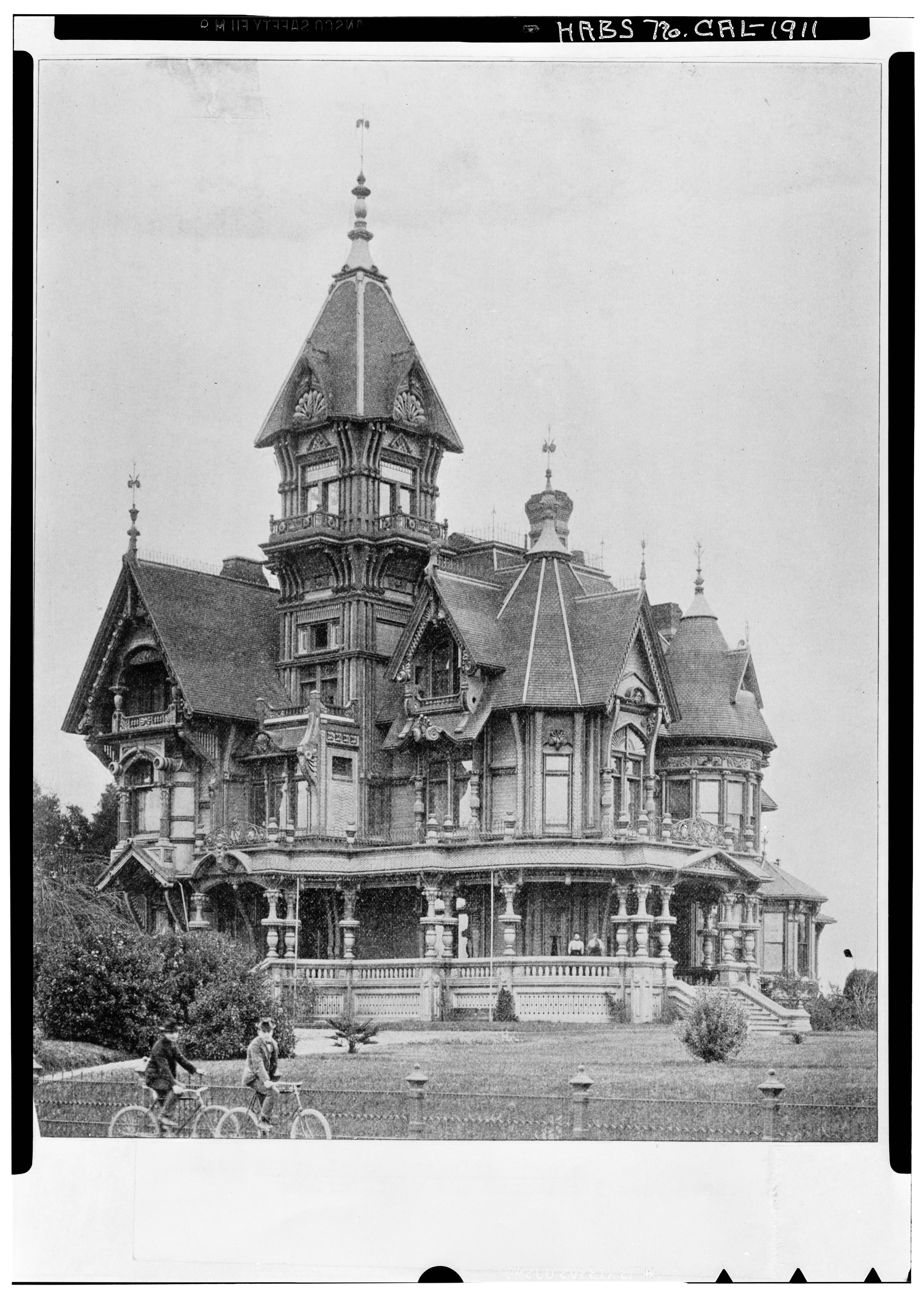
Fotografia de 1902 do Carson Mansion.

O palacete apresenta uma mistura de todos os principais estilos da Arquitectura Vitoriana, incluindo, mas nãolimitada, aos seguintes estilos: Eastlake, Segundo Império Francês, Italianizado, Queen Anne (principalmente) e Stick, dependendo do especialista que se consulta. Um historiador de arquitectura nacionalmente conhecido descreve o edifício como "um castelo baronial em Redwood…" e declara ainda que "a ilusão de grandeza na casa é realçada pelo jogo em escala, o uso de detalhes fantasiosos e a manipulação de massa como volumes separados, encimados por uma animada linha de elhados". Um levantamento arquitectónico reconhecido nacionalmente declarou que "a casa epitomiza o leque de possibilidades para a expressão do desenho ecléctico" no uso dos estilos arquitectónicos vitorianos numa maneira que é "peculiarmente americana. Ao contrário de muitas outras casas datadas do mesmo período, esta propriedade sempre foi meticulosamente mantida, pelo que se ergue hoje, virtualmente, nas mesmas condições da época em que foi construída.
A Carson Mansion está incluida no Historic American Buildings Survey (HABS - Levantamento dos Edifícios Históricos Americanos) com o número de catálogo CA-1911. Completado em Maio de 1964, este é o único edifício histórico oficial listado no Estado da Califórnia e a única estrutura nacional arquitectonicamente significativa. Apesar de merecer o estatuto do Registo Nacional de Lugares Históricos, o Ingomar - o clube privado que possui e mantém o edifício - guarda a privacidade do seu clube, não permitindo, deste modo, a influência externa sobre o palacete. Por conseguinte, e propositadamente, o edifício e os terrenos nunca estão abertos ao público.